# امپراتور مو جین
امپراتور مو جین (۳۴۳ الی ۱۰ ژوئیه ۳۶۱) با نام محترم پنگزی و نام شخصی سیما دان چهارمین امپراتور جین شرقی و یکی از امپراتوران خاندان سیما بود. او تنها فرزند امپراتور کانگ جین و نوه امپراتور مینگ جین بود. او پس از مرگ پدرش، در کمتر از دو سالگی بر تخت نشست و هفده سال بر چین حکمرانی نمود هر چند وی هیچ گاه سلطنت نکرد و تحت کنترل مادرش امپراتریس چو بود و او به عنوان نایب السلطنه بر دودمان جین شرقی حکومت کرد. پس از او پسرعمویش سیما پی با نام امپراتور آی جین بر تخت نشست. دودمان جین در دوران امپراتور مو به حداکثر قدرت و وسعت خود رسید و دیگر پادشاهی‌هی حاکم بر چین اعم از ران وی، چنگ هان و ژائوی پسین نابود گشتند.